# Ndogbanguengué
Ndogbanguengué ou Ndokbanguengué est un village du département du Nkam au Cameroun. Situé dans l'arrondissement de Yabassi, il est localisé sur un embranchement au niveau du carrefour de Ndokndok II, sur la route qui relie Yabassi à Yingui. 

## Population et environnement
En 1967, le village de Ndogbanguengué avait 184 habitants, essentiellement des Bassa. La population de Ndogbanguengué était de 155 habitants dont 97 hommes et 58 femmes, lors du recensement de 2005. 